# Otepa Kalambay
Otepa Kalambay (Kinshasa, 12 novembre 1948 – Kinshasa, 12 novembre 2024) è stato un calciatore della Repubblica Democratica del Congo, di ruolo portiere.

## Carriera
Insieme allo Zaire si qualificò e partecipò come terzo portiere al campionato del mondo 1974.
Nel suddetto torneo la sua squadra uscì al primo turno con 3 sconfitte in altrettante partite, con 0 goal fatti e 14 subiti.